# Lunery
Lunery är en kommun i departementet Cher i regionen Centre-Val de Loire i de centrala delarna av Frankrike. Kommunen ligger  i kantonen Chârost som tillhör arrondissementet Bourges. År 2022 hade Lunery 1 522 invånare.

## Befolkningsutveckling
Antalet invånare i kommunen Lunery
Referens:INSEE